# Quý Sửu
Quý Sửu (chữ Hán: 癸丑) là kết hợp thứ 50 trong hệ thống đánh số Can Chi của người Á Đông. Nó được kết hợp từ thiên can Quý (Thủy âm) và địa chi Sửu (bò/trâu). Trong chu kỳ của lịch Trung Quốc, nó xuất hiện trước Giáp Dần và sau Nhâm Tý.

## Các năm Quý Sửu
Giữa năm 1700 và 2200, những năm sau đây là năm Quý Sửu (lưu ý ngày được đưa ra được tính theo lịch Việt Nam, chưa được sử dụng trước năm 1967):
- 1733
- 1793
- 1853
- 1913 (6 tháng 2, 1913 – 25 tháng 1, 1914)
- 1973 (3 tháng 2, 1973 – 22 tháng 1, 1974)
- 2033 (31 tháng 1, 2033 – 18 tháng 2, 2034)
- 2093 (27 tháng 1, 2093 – 14 tháng 2, 2094)
- 2153

## Sự kiện năm Quý Sửu
1973 - Hiệp định Paris về chấm dứt chiến tranh, lập lại hòa bình ở Việt Nam.